# کیوگا ناکامورا
کیوگا ناکامورا (ژاپنی: 仲村 京雅؛ زادهٔ ۲۵ آوریل ۱۹۹۶) یک بازیکن فوتبال اهل ژاپن است.
از باشگاه‌هایی که در آن بازی کرده‌است می‌توان به باشگاه فوتبال جف یونایتد چیبا، باشگاه ورزشی یوکوهاما و باشگاه فوتبال ریوکیو اشاره کرد.